# Jacobsen (Familienname)
Jacobsen ist ein Familienname.

## Herkunft und Bedeutung
Jacobsen ist ein patronymisch gebildeter dänischer Familienname mit der Bedeutung „Sohn des Jacob“, der auch im Norwegischen vorkommt.

## Namensträger
- Pseudonym des französischen Comiczeichners Jacques Lemonier (* 1958)

### A
- Aase Schiøtt Jacobsen (* um 1925), dänische Badmintonspielerin
- Adolf Jacobsen (1852–nach 1902), deutscher Lederfabrikant und Mitglied des Deutschen Reichstags
- Alf Jacobsen (1885–1948), norwegischer Segler
- Allan Jacobsen (Radsportler) (* 1955), dänischer Radrennfahrer
- Allan Jacobsen (Rugbyspieler) (* 1978), schottischer Rugby-Union-Spieler
- Anders Jacobsen (Fußballspieler) (* 1968), norwegischer Fußballspieler und -trainer
- Anders Jacobsen (* 1985), norwegischer Skispringer
- Anders K. Jacobsen (Anders Kvindebjerg Jacobsen; * 1989), dänischer Fußballspieler
- Anders Post Jacobsen (* 1985), dänischer Fußballspieler
- Andrea Jacobsen (* 1998), isländische Handballspielerin
- Anke Müller-Jacobsen (* 1958), deutsche Rechtsanwältin und Verfassungsrichterin
- Anker Jacobsen (1911–1975), dänischer Tennisspieler
- Anna Müller Jacobsen (* 1977), Fußballspielerin der Färöer
- Anne Marit Jacobsen (* 1946), norwegische Schauspielerin und Synchronsprecherin
- Antonio Jacobsen (1850–1921), dänisch-amerikanischer Marinemaler
- Arne Jacobsen (1902–1971), dänischer Architekt und Designer
- Arne Jacobsen (Bogenschütze) (* 1942), dänischer Bogenschütze
- Åslaug Sem-Jacobsen (* 1971), norwegische Politikerin
- Astrid Uhrenholdt Jacobsen (* 1987), norwegische Skilangläuferin
- Axel Jacobsen (* 1984), dänischer Volleyballspieler

### B
- Balzer Jacobsen (17. Jahrhundert), Løgmaður der Färöer 1655–1661
- Bent Jacobsen, dänischer Musiker
- Bent Karl Jacobsen (1934–2004), dänischer Maler
- Bernhard M. Jacobsen (1862–1936), US-amerikanischer Politiker
- Bjarke Jacobsen (* 1993), dänischer Fußballspieler

### C
- Carl Jacobsen (Brauer) (1842–1914), dänischer Brauer, Kunstsammler und Stifter
- Carl Jacobsen (Landrat) (1910–1985), deutscher Jurist und Landrat
- Carlo Jacobsen (1884–1960), dänischer Kunstmaler, Filmarchitekt und Ausstatter
- Casey Jacobsen (* 1981), US-amerikanischer Basketballspieler
- Christian Jacobsen (* 1971), dänischer Badmintonspieler, siehe Christian Jakobsen
- Christian Høgni Jacobsen (* 1980), färöischer Fußballspieler
- Colin Jacobsen (* 1978), US-amerikanischer Geiger
- Colombe Jacobsen-Derstine (* 1979), US-amerikanische Schauspielerin
- Cornelia Schmalz-Jacobsen (* 1934), deutsche Politikerin (FDP), MdB
- Cort Jacobsen (1911–1967), dänischer Maler

### D
- Dennis Jacobsen (* 1976), deutscher Filmregisseur

### E
- Egill Jacobsen (1910–1998), dänischer expressionistischer Maler, CoBrA-Mitglied
- Ego Brønnum-Jacobsen (1905–1978), dänischer Schauspieler
- Else Jacobsen (1911–1965), dänische Schwimmerin
- Emil Jacobsen (1836–1911), deutscher Chemiker und Dichter
- Eric Jacobsen (Literaturwissenschaftler) (* 1932), dänischer Literaturwissenschaftler
- Eric Jacobsen (Chemiker) (* 1960), US-amerikanischer Chemiker
- Eric Jacobsen (Cellist) (* 1982), US-amerikanischer Cellist und Dirigent
- Erling Jacobsen (* 1990), färöischer Fußballspieler

### F
- Frank Jacobsen (1964–2014), deutscher Schauspieler
- Frederik Jacobsen (1876–1922), dänischer Theater- und Stummfilm-Schauspieler
- Friedrich Jacobsen (Schriftsteller) (1853–1919), deutscher Schriftsteller und Jurist
- Friedrich Johann Jacobsen (1774–1822), deutscher Jurist und Autor
- Fritz Jacobsen (1876–1949), deutscher Maler
- Frode Jacobsen (Musiker) (* 1974), norwegischer Musiker
- Frode Jacobsen (Politiker) (* 1968), norwegischer Politiker

### G
- Gert Bo Jacobsen (* 1961), dänischer Boxer
- Guðrun Sólja Jacobsen (* 1982), färöische Sängerin

### H
- Hanns Jacobsen (Jurist) (1905–1985), deutscher Rechtsanwalt und Wirtschaftsfunktionär
- Hanns-Dieter Jacobsen (* 1944), deutscher Wirtschaftswissenschaftler
- Hans Jacobsen (Botaniker) (1815–1891), deutscher Botaniker
- Hans Jacobsen (Sportschütze) (1881–1945), dänischer Sportschütze
- Hans Jacobsen (Unternehmer) (1938–2011), Unternehmer
- Hans Kragh-Jacobsen (* 1945), dänischer Schauspieler, Regisseur und Drehbuchautor
- Hans-Adolf Jacobsen (1925–2016), deutscher Politikwissenschaftler
- Hans-Arno Jacobsen (* 1969), deutscher Informatiker
- Hans-Jörg Jacobsen (* 1949), deutscher Biologe
- Hanus Jacobsen (* 1985), färöischer Fußballspieler
- Harald Jacobsen (* 1960), deutscher Autor
- Heike Jacobsen, deutsche Soziologin
- Heinz Jacobsen (* 1940), deutscher Handballfunktionär
- Helge Jacobsen (1915–1974), dänischer Radrennfahrer
- Helene Jacobsen (1888–1927), dänische Lithografin und Malerin
- Henry Jacobsen (1898–1964), norwegischer Politiker
- Hermann Jacobsen (Admiral) (1859–1943), deutscher Admiral
- Hermann Jacobsen (Botaniker) (1898–1978), deutscher Botaniker und Gärtner
- Holger Jacobsen (Mediziner) (1650–1701), dänischer Mediziner und Naturwissenschaftler
- Holger Jacobsen (Architekt) (1876–1960), dänischer Architekt

### I
- Ida Jacobsen (* 1995), dänische Ruderin
- Ilze Burkovska-Jacobsen (* 1971), lettische Regisseurin und Journalistin
- Inger Jacobsen (1923–1996), norwegische Sängerin und Schauspielerin
- Ingrid Bøe Jacobsen (* 1992), norwegische Mountainbikerin

### J
- Jac Jacobsen (1901–1996), norwegischer Designer
- Jackie R. Jacobson (* 2002), US-amerikanische Schauspielerin
- Jacob Christian Jacobsen (1811–1887), dänischer Unternehmer (Carlsberg)
- Jan Jacobsen (* 1963), dänischer Bogenschütze
- Jannicke Systad Jacobsen (* 1975), norwegische Regisseurin und Drehbuchautorin
- Jens Peter Jacobsen (1847–1885), dänischer Dichter
- Joachim Jacobsen (1951–2007), deutscher Box-Ringrichter
- Johan Adrian Jacobsen (1853–1947), Kapitän und autodidaktischer Ethnologe
- Johann Friedrich Jacobsen (1804–1870), deutscher Pädagoge, Organist und Zeichner Bremer Ansichten
- Johannes Jacobsen (1854–1919), deutscher evangelischer Pastor und Grenzlandaktivist
- John Jacobsen (* 1964), dänischer Handballspieler
- Jón Rói Jacobsen (* 1983), färöischer Fußballspieler
- Jørgen-Frantz Jacobsen (1900–1938), färöischer Schriftsteller
- Joseph Jacobsen (1897–1943), deutscher Musikpädagoge und Komponist
- Josephine Jacobsen (1908–2003), US-amerikanische Schriftstellerin und Literaturkritikerin

### K
- Karin Jacobsen (1924–1989), deutsche Schauspielerin, Regisseurin und Autorin
- Karl Jacobsen (Karl Henry Jacobsen; * 1953), norwegischer Kinder- und Jugendpsychologe und Hochschullehrer
- Katrine Koch Jacobsen (* 1999), dänische Hammerwerferin
- Kevin Jacobsen, US-amerikanischer Biathlet
- Kjeld Jacobsen (1915–1970), dänischer Schauspieler
- Knud Jacobsen (Maler) (1928–2019), dänisch-schweizerischer Maler, Grafiker, Zeichner, Holzschneider und Plastiker
- Knud Aage Jacobsen (1914–1987), dänischer Radrennfahrer

### L
- Lars Jacobsen (* 1979), dänischer Fußballspieler
- Lilly Jacobsen (* 1895), österreich-ungarische Kunstgewerblerin
- Lis Jacobsen (1882–1961), dänische Philologin, Archäologin und Autorin
- Ludwig Jacobsen (1899–1978), deutscher Widerstandskämpfer gegen den Nationalsozialismus

### M
- Mads Andreas Jacobsen (1891–1944), färöischer Bibliothekar und Politiker
- Magnus Landin Jacobsen (* 1995), dänischer Handballspieler
- Marit Røsberg Jacobsen (* 1994), norwegische Handballspielerin
- Max Jacobson (1900–1979), deutsch-amerikanischer Arzt
- Maxim Jacobsen (1887–1973), Violinist und Violinlehrer
- Mette Jacobsen (* 1973), dänische Schwimmerin
- Mia Knop Jacobsen (* 1992), dänische Jazzmusikerin
- Miki Jacobsen (* 1965), grönländischer Künstler

### N
- Niklas Landin Jacobsen (* 1988), dänischer Handballtorwart
- Nikolaj Bredahl Jacobsen (* 1971), dänischer Handballspieler
- Nils Kristen Jacobsen (1908–1993), norwegischer Politiker

### O
- Olaf Jacobsen (Turner) (1888–1969), norwegischer Turner
- Olaf Jacobsen (Autor) (* 1967), deutscher Autor und Musiker
- O’Love Jacobsen, niueische Politikerin und Diplomatin
- Oscar Jacobsen (1840–1889), deutscher Chemiker
- Otto Jacobsen (1882–unsicher), deutscher Architekt

### P
- Paul Jacobsen (Künstler, 1943) (* 1943), US-amerikanischer Künstler
- Paul Jacobsen (Künstler, 1976) (* 1976), US-amerikanischer Künstler
- Pauli Jacobsen (* 2002), färöischer Handballspieler
- Peder Nikolai Leier Jacobsen (1888–1967), norwegischer Politiker
- Pete Jacobsen (1950–2002), britischer Jazzmusiker
- Peter Jacobsen (Golfspieler) (* 1954), US-amerikanischer Golfspieler
- Peter Christian Jacobsen (* 1936), deutscher Mittellateinischer Philologe

### R
- Robert Jacobsen (1912–1993), dänischer Bildhauer, Maler und Grafiker
- Rógvi Jacobsen (* 1979), färöischer Fußballspieler
- Rolf Jacobsen (Boxer) (1899–1960), norwegischer Boxer
- Rolf Jacobsen (Dichter) (1907–1994), norwegischer Lyriker und Journalist
- Roy Jacobsen (* 1954), norwegischer Schriftsteller
- Rudolf Jacobsen (1894–1955), dänischer Maler
- Rudolf Emanuel Jacobsen (1879–1937), norwegischer Architekt
- Ruth Jacobsen (1932–2019), US-amerikanische Künstlerin und Autorin

### S
- Sabina Jacobsen (* 1989), schwedische Handballspielerin
- Sascha Jacobsen (Geiger) (1895–1972), US-amerikanischer Geiger und Musikpädagoge
- Sascha Jacobsen (Kontrabassist) (* 1973), US-amerikanischer Kontrabassist
- Silje Evensmo Jacobsen, norwegische Regisseurin und Kamerafrau
- Solveig Gunbjørg Jacobsen (1913–1996), erste Person, die südlich der Antarktischen Konvergenz geboren wurde
- Sonja Jacobsen (* 1972), deutsche Politikerin (FDP) und Journalistin
- Sophus Jacobsen (1833–1912), norwegischer Maler
- Søren Kragh-Jacobsen (* 1947), dänischer Regisseur
- Stephanie Jacobsen (* 1980), australische Schauspielerin
- Steven Plucnar Jacobsen (* 2000), dänischer Handballspieler

### T
- Theodor Jacobsen (1901–2003), US-amerikanischer Astronom und Hochschullehrer dänischer Herkunft
- Theodore Jacobsen († 1772), Architekt in London
- Thomas Jacobsen (Psychologe), Psychologe
- Thomas Jacobsen (Segler) (* 1972), dänischer Segler
- Thomas Jacobsen (Fußballspieler) (* 1983), norwegischer Fußballspieler
- Thomas Jacobsen (Para-Eishockeyspieler) (* 1987), norwegischer Para-Eishockeyspieler
- Thomas Jacobsen (Badminton), dänischer Badmintonspieler
- Thore Jacobsen (* 1997), deutscher Fußballspieler
- Thorkild Jacobsen (1904–1993), dänischer Sumerologe
- Tórbjørn Jacobsen (* 1955), färöischer Politiker

### U
- Uwe Jacobsen (* 1940), deutscher Schwimmer

### W
- Walter Jacobsen (1895–1986), deutscher Psychologe
- Werner Jacobsen (* 1952), deutscher Kunsthistoriker
- William Ludwig Jacobsen (* 1936), US-amerikanischer Diplomat, Botschafter in Guinea-Bissau
- William S. Jacobsen (1887–1955), US-amerikanischer Politiker
- Wolfgang Jacobsen (* 1953), deutscher Filmhistoriker, Autor und Herausgeber